# Neethinathan Anthonisamy
Neethinathan Anthonisamy (ur. 3 lipca 1955 w Kakkanur) – indyjski duchowny rzymskokatolicki, od 2002 biskup Chingleput.

## Życiorys
Święcenia kapłańskie przyjął 9 maja 1987 i został inkardynowany do archidiecezji Madrasu i Myliaporu. Był m.in. diecezjalnym duszpasterzem młodzieży, dyrektorem Towarzystwa Rozwoju Chingleput, a także wicerektorem seminarium w Chennai.
19 lipca 2002 został mianowany biskupem nowo powstałej diecezji Chingleput. Sakry biskupiej udzielił mu 29 września 2002 abp James Masilamony Arul Das.